# Harlan (Iowa)
Harlan – miasto w Stanach Zjednoczonych, w stanie Iowa, siedziba hrabstwie Shelby. W 2000 liczyło 5 282 mieszkańców.